# Plébins
Siméon Deplébins dit Plébins, né le 30 octobre 1861 à Saint-Léonard-de-Noblat (Haute-Vienne) et mort le 9 septembre 1909 dans le 11e arrondissement de Paris , est un chansonnier français.

## Biographie
En 1889, il était à l'Eldorado à Paris, où il connut le succès avec une romance-bouffe intitulée J'aime les femmes qu'a d'la poésie, puis des chansons comme Les Mots historiques, Ma sœur !, Le Cocher et son canasson, Le Gâteau de ma tante, ou encore L'Obsédé en 1893. Tous ces textes ont un fond scatologique, principal ressort de ses succès, mais qui valut à sa candidature d'être repoussée à plusieurs reprises par la Société des auteurs, compositeurs et éditeurs de musique (Sacem).
Marié à l'artiste lyrique Hortense Pontio depuis avril 1895, connue sous le nom d'Hortense Debério, il était le père de Georgette Deplébins dite Georgette Delmarès (1884-1956), née d'une précédente union, qui devint également artiste de café-concert mais aussi actrice de théâtre et de cinéma.
Malade, Plébins fait une dernière apparition sur scène en 1908 au cabaret La Boîte à Fursy et meurt à peine un an plus tard à l'âge de 47 ans. IL est inhumé le surlendemain au cimetière de Montmartre après une cérémonie religieuse en l'église Saint-Martin-des-Champs de Paris.